# Ovotispa
Ovotispa is een geslacht van kevers uit de familie bladkevers (Chrysomelidae).
De wetenschappelijke naam van het geslacht werd in 1992 gepubliceerd door L. Medvedev.

## Soorten
- Ovotispa atricolor (Pic, 1928)